# Monica Lovinescu

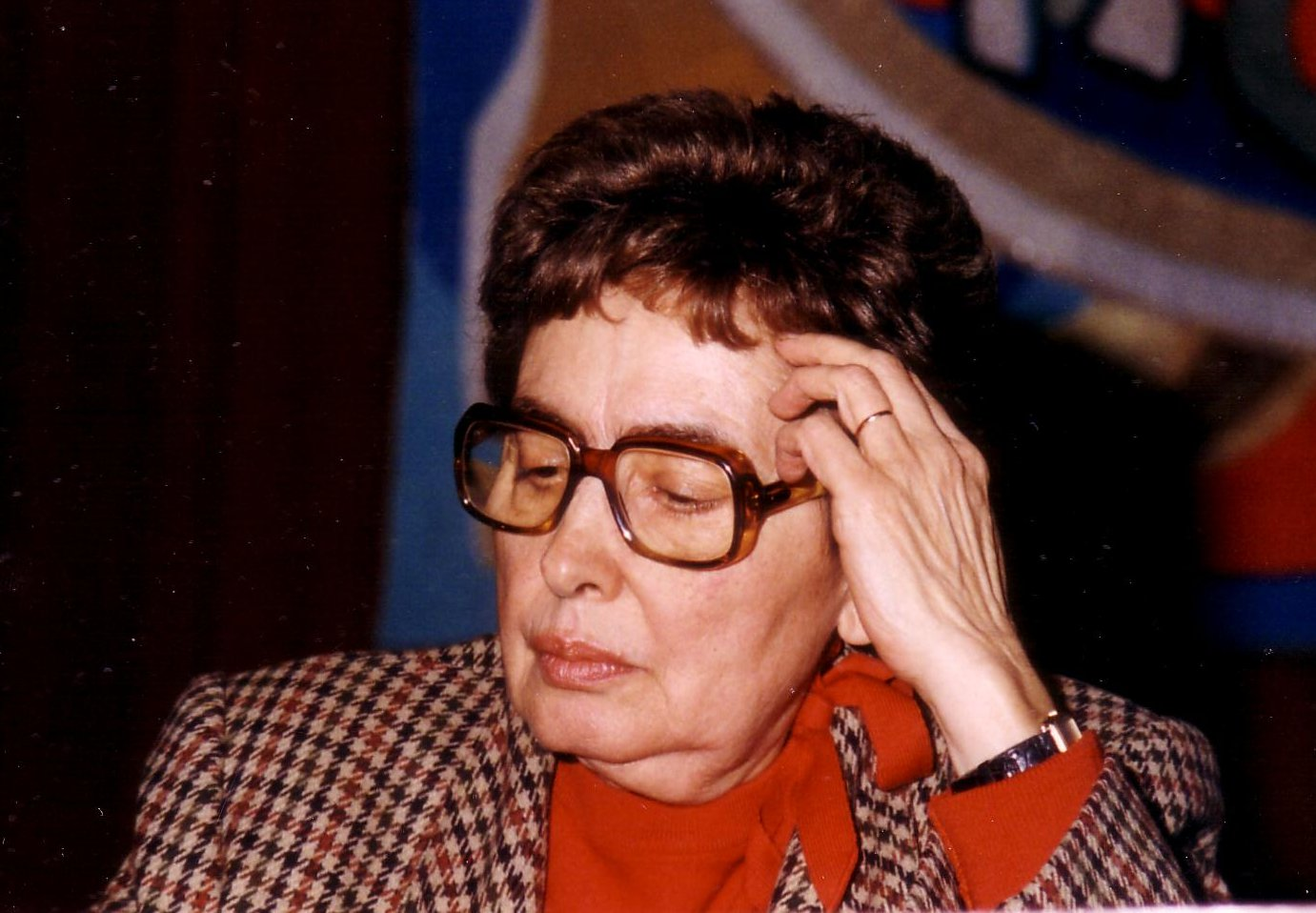
Monica Lovinescu (1994)

Monica Lovinescu (* 19. November 1923 in Bukarest; † 20. April 2008 in Paris) war eine rumänische Schriftstellerin, Journalistin und Literaturkritikerin, die während der kommunistischen Diktatur in Rumänien in ihrer Funktion als Radiomoderatorin bei Radio Free Europe von 1964 bis 1992 zu einer der Symbolfiguren des Widerstands gegen das Regime wurde.

## Leben
Monica Lovinescu war eine Tochter des Literaturhistorikers Eugen Lovinescu und der Lehrerin Ecaterina Bălăcioiu-Lovinescu, die aus einer Großgrundbesitzerfamilie mit familiären Verknüpfungen zum Königshaus stammte. Sie schloss ein Studium an der Universität Bukarest ab und gab ihr literarisches Debüt im Magazin Vremea. Lovinescu veröffentlichte in ihren Anfangsjahren regelmäßig Prosa im Monatsmagazin Revista Fundațiilor Regale und Theaterchroniken im Magazin Democraţia.
Die rasche Etablierung einer kommunistischen Regierung im Herbst 1947 bewegte Lovinescu dazu, mit der Hilfe eines Stipendiums der französischen Regierung einen Auslandsaufenthalt in Frankreich zu arrangieren. Nach Ausrufung der Sozialistischen Republik Rumäniens im Dezember 1947 beantragte sie im August 1948 politisches Asyl in Frankreich. Dort veröffentlichte sie in den folgenden Jahren Schriften über den Kommunismus in ihrem Heimatland, ihre Artikel wurden häufig in den Magazinen Kontinent, Les Cahiers de l'Est und L'Alternative.
Zwischen 1951 und 1974 schrieb Lovinescu Beiträge für die Sendungen der Radiostation Office de Radiodiffusion Télévision Française in rumänischer Sprache und war Mitarbeiterin in der Osteuropa-Abteilung des Senders. Ab 1964 arbeitete sie als Journalistin für Radio Free Europe und gestaltete zwei Sendungen pro Woche über Ereignisse in der westlichen Welt, die zum Aufbau eines inneren Widerstands gegen den rumänischen Diktator Nicolae Ceaușescu beitrugen. Ihre Mutter wurde 1960 in Rumänien Opfer der kommunistischen Diktatur.
Ihre Tätigkeit in Frankreich trug ihr von der regimetreuen Presse in Rumänien gehässige Kritik ein, etwa von Corneliu Vadim Tudor und vom Journalisten Eugen Barbu. 1977 wurde sie von drei PLO-Agenten in Paris im Auftrag von Ceaușescu zusammengeschlagen und lag danach für kurze Zeit im Koma, kehrte jedoch wieder in ihre Tätigkeit als Radiomoderatorin zurück und begleitete von Frankreich aus auch die Rumänische Revolution von 1989.
Lovinescu starb 2008 in Paris.

## Privates
Lovinescu war mit dem Schriftsteller, Journalisten und Literaturkritiker Virgil Ierunca (1920–2006) verheiratet. Der rumänisch-amerikanische Soziologe Vladimir Tismăneanu nannte das Ehepaar 2006 "the most honest and dignified couple in the history of Romanian culture" (dt. "das ehrlichste und ehrenwerteste Paar in der Geschichte der rumänischen Kultur").

## Denkmal
Im Dezember 2023, zum 100. Geburtstag Lovinescus und 34 Jahre nach dem Fall des kommunistischen Regimes, wurden im Bukarester Viertel Cotroceni zwei Statuen von Lovinescu und Ierunca eingeweiht, verbunden durch einen Edelstahlmantel, neben einem harpienbesetzten "Baum des Bösen" (einer Parabel auf die Securitate-Agenten, die Radio Free Europe infiltriert hatten), geschaffen vom Bildhauer vom Bildhauer Virgil Scripcariu.